# 神奈川郵便局
神奈川郵便局（かながわゆうびんきょく）は神奈川県横浜市神奈川区にある郵便局。

## 概要
住所：〒221-8799　神奈川県横浜市神奈川区新浦島町2-1-10

### 分室
- 横浜中央分室（郵便番号は〒220-8799） - 横浜中央郵便局内に、2015年3月23日に設置。

## 沿革
2015年（平成27年）3月23日 - 横浜神奈川郵便局の跡地に開局（施設を改修）。横浜中央郵便局より集配業務を移管。横浜中央郵便局内に横浜中央分室を設置。

## 取扱内容
- 「220-00xx」「220-60xx」「220-61xx」「220-62xx」「220-81xx」（横浜市西区の全域）、「221-00xx」「221-08xx」区域（横浜市神奈川区の全域）の集配業務
- ゆうゆう窓口

## アクセス
- 京急本線の神奈川新町駅から徒歩約8分
- 首都高横羽線の東神奈川出入口から車で約3分